# Lichnowy (gromada)
Lichnowy – dawna gromada, czyli najmniejsza jednostka podziału terytorialnego Polskiej Rzeczypospolitej Ludowej w latach 1954–1972.
Gromady, z gromadzkimi radami narodowymi (GRN) jako organami władzy najniższego stopnia na wsi, funkcjonowały od reformy reorganizującej administrację wiejską przeprowadzonej jesienią 1954 do momentu ich zniesienia z dniem 1 stycznia 1973, tym samym wypierając organizację gminną w latach 1954–1972.
Gromadę Lichnowy z siedzibą GRN w Lichnowach utworzono – jako jedną z 8759 gromad na obszarze Polski – w powiecie malborskim w woj. gdańskim na mocy uchwały nr 21/III/54 WRN w Gdańsku z dnia 5 października 1954. W skład jednostki weszły obszary dotychczasowych gromad Lichnowy, Lichnówki, Pordenowo, Parszewo i Tropiszewo ze zniesionej gminy Lisewo w tymże powiecie. Dla gromady ustalono 13 członków gromadzkiej rady narodowej.
1 stycznia 1960 do gromady Lichnowy włączono miejscowości Starynia i Stożki ze zniesionej gromady Szymankowo w tymże powiecie.
1 stycznia 1972 do gromady Lichnowy włączono miejscowości Boręty i Dąbrowa oraz tereny z obrębu Lisewo o powierzchni 687,53 ha ze zniesionej gromady Lisewo w tymże powiecie.
Gromada przetrwała do końca 1972 roku, czyli do kolejnej reformy gminnej. 1 stycznia 1973 w powiecie malborskim utworzono gminę Lichnowy.